# Allophylus melanocarpus
Allophylus melanocarpus là một loài thực vật có hoa trong họ Bồ hòn. Loài này được (Sond.) Radlk. mô tả khoa học đầu tiên năm 1895.